# Marius Könkkölä
Marius Könkkölä (Espoo, 31 oktober 2003) is een Fins voetballer die sinds januari 2022 uitkomt voor AC Oulu.

## Clubcarrière
In december 2018 bereikte KRC Genk een akkoord met de toen vijftienjarige Könkkölä. Die zou evenwel pas een jaar later naar Genk komen, na zijn zestiende verjaardag. Genk dreigde hierdoor evenwel in de problemen te komen, want Könkkölä werkte in 2018 al oefenwedstrijden en een toernooi af als Genk-speler, wat een inbreuk was op de reglementen voor minderjarigen.
In januari 2022 haalde AC Oulu hem terug naar Finland. Könkkölä liet op de website van zijn nieuwe club optekenen dat de coronacrisis en blessures een hinderpaal bleken te zijn tijdens zijn twee jaren in België. Bij Oulu maakte hij al gauw zijn profdebuut: op 29 januari 2022 mocht hij in de Liigacup tegen SJK Seinäjoki al na 23 minuten invallen voor de geblesseerde Dennis Salanović. Op 13 april 2022 opende hij zijn doelpuntenrekening voor Oulu: in de bekerwedstrijd tegen GBK Kokkola (0-5-winst) scoorde hij tweemaal. Vier dagen later maakte hij ook zijn officiële debuut in de Veikkausliiga: in het 2-2-gelijkspel tegen FC Ilves op de vierde competitiespeeldag viel hij in de 79e minuut in.